# (3256) Daguerre
(3256) Daguerre es un asteroide perteneciente al cinturón de asteroides, descubierto el 26 de septiembre de 1981 por Brian A. Skiff y el también astrónomo Norman G. Thomas desde la Estación Anderson Mesa (condado de Coconino, cerca de Flagstaff, Arizona, Estados Unidos).

## Designación y nombre
Designado provisionalmente como 1981 SJ1. Fue nombrado Daguerre en honor al pintor e inventor francés Louis Daguerre.